# Жиль Вільнев
Жиль Вільне́в (фр. Gilles Villeneuve, англ. Gilles Villeneuve), повне ім'я Жозеф Жиль Анрі Вільнев; 18 січня 1950 — 2 травня 1982) — канадський автогонщик, віце-чемпіон світу з автоперегонів у класі Формула-1 (1979), учасник серій Formula Ford та Formula Atlantic. Переможець чемпіонату їзди на снігоходах (1974). Занесений до Канадського залу Слави автоспорту (1993).
Батько Жака Вільнева.